# Kirchberg am Walde
Kirchberg am Walde is een gemeente in de Oostenrijkse deelstaat Neder-Oostenrijk, gelegen in het district Gmünd (GD). De gemeente heeft ongeveer 1500 inwoners.

## Geografie
Kirchberg am Walde heeft een oppervlakte van 37,78 km². Het ligt in het noordoosten van het land, niet ver van de grens met Tsjechië.
Amaliendorf-Aalfang · Bad Großpertholz · Brand-Nagelberg · Eggern · Eisgarn · Gmünd · Großdietmanns · Großschönau · Haugschlag · Heidenreichstein · Hirschbach · Hoheneich · Kirchberg am Walde · Litschau · Moorbad Harbach · Reingers · Schrems · St. Martin · Unserfrau-Altweitra · Waldenstein · Weitra
- Gemeinsame Normdatei: 4107047-1
- MusicBrainz: 8709e8af-c3d6-4b51-970d-1b241dfc3a13
- Virtual International Authority File: 243020491